# Karl Johan-monumentet
Ej att förväxla med statyerna över Karl XIV Johan i Norrköping och Stockholm

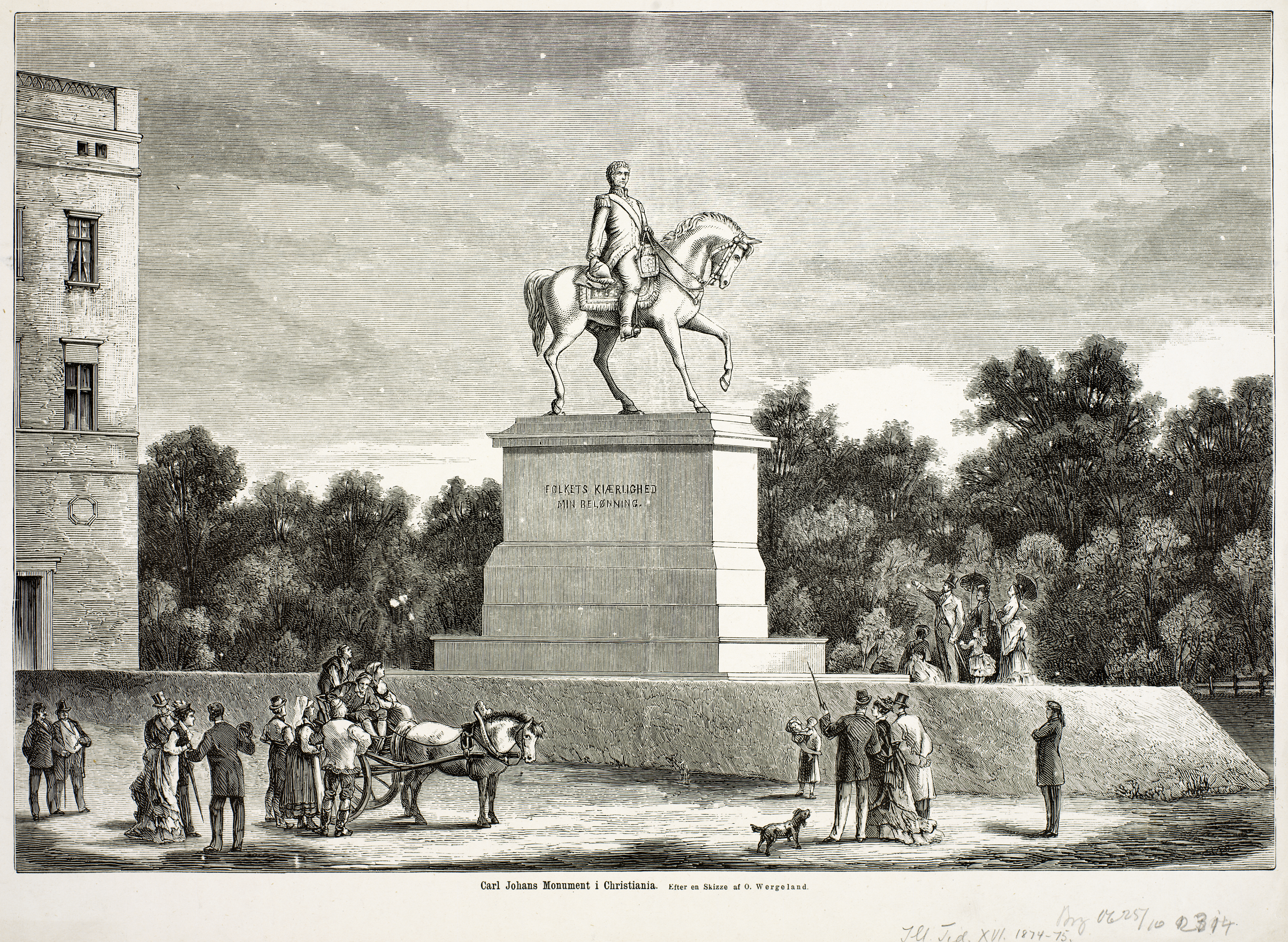
Carl Johans Monument i Christiania, illustration i Ilustreret Tidende XVI - 1874–1875 efter en teckning av Oscar Wergeland.

Karl Johan-monumentet är en ryttarstaty av den svensk-norske kungen Karl XIV Johan (i Norge: Karl III Johan) på Slottsplassen i Oslo framför Slottet i linje med  Karl Johans gate. Statyn är modellerad av Brynjulf Bergslien och invigdes den 7 september 1875, på årsdagen av Karl Johan kröning i Nidarosdomen i Trondheim 1818. På piedestalen finns inskriptionerna med kungens valspråk Folkets kjærlighed min belönning samt Det norske folk reiste dette minde.
Statyn, som är gjord i brons, framställer Karl XIV Johan till häst i marskalkuniform med svärd upphängt i Serafimerordens band. Kungen bär kraschaner för Serafimerorden, Svärdsorden och - runt halsen - Carl XIII:s orden. Hästen är nästan stillastående, stampande med vänster ben, medan kungen hälsar med uniformshatten. Piedestal av syenit, terrass med balustrad och trappanläggning med kandelabrar ritades av stadskonduktør Georg Andreas Bull.

## Historik
På 1830- och 1840-talen väcktes i Norge tankar på att resa en skulptur över Karl Johan, men det var först runt femtioårsjubileet för Svensk-norska unionen 1864 som dessa konkretiserades genom att den kungavänliga Carl Johans-forbundet startade en insamling för ändamålet. Statyfrågan blev en del i en pågående politisk strid i Norge om revision av unionsavtalet.
Den regerande unionsmonarken, Karl XV (Karl IV i Norge), var mycket delaktig i diskussionen om utformning. Han ville att statyn skulle framställa Karl XIV Johan efter den norska kröningsceremonin, för att på så sätt lägga vikt på Bernadottedynastins anspråk på den norska tronen. Han ville också placera statyn framför Stortingsbyggnaden, något som skulle visa på kungens maktposition. Genom att framställa kungen iförd kröningskappa, var tanken att knyta an till de norska medeltidskungarna. 
Flera konstnärer skissade på Karl Johan-monumentet. I juni 1866 kom den franska bildhuggaren Louis Rochet till Christiania med ett utkast, som visade kungen i uniform till häst i långsam trav. Dansken Herman Wilhelm Bissen gjorde en skiss, men denne dog oväntat i mars 1868. Samtidigt arbetade Karl XV på sin sida på egen hand för att ge uppdraget till svensken Johan Peter Molin, vilken lade fram ett förslag efter kungens smak, vilket stöttades av førstestatsråd Frederik Stang. Också många andra av tidens kända skulptörer var på ett eller annat sätt inblandade i tillblivelseprocessen, som Carl Gustaf Qvarnström, Jens Adolf Jerichau, Julius Middelthun, Christopher Borch, Hans Budal och Ole Fladager. 
År 1868 fördes intensiva diskussioner med både politiska och kulturspekter. Det blev så småningom klart att flertalet ville ha en norsk skulptör, och Brynjulf Bergslien fick uppdraget i december 1868. Han modellerade den i sin ateljé i Anatomigården på Rådhusgata 19 i Oslo. Hösten 1871 var han klar med sin skulptur, som gestaltade en ridande kung med något vardagligt över sig, utan att utstråla sådan makt som kungliga ryttarstatyer vanligtvis gör. Statyn blev inte gjuten förrän 1874. Gjutningen gjordes i Köpenhamn. Skulpturen fraktades till Christiania, monterades sommaren 1875 och invigdes i närvaro av kungahuset och norska och utländska gäster. Den norske Studentersangforening uppförde ett för evenemanget skriven kantat med text av Jørgen Moe och musik av Friedrich August Reissiger.

## Bildgalleri

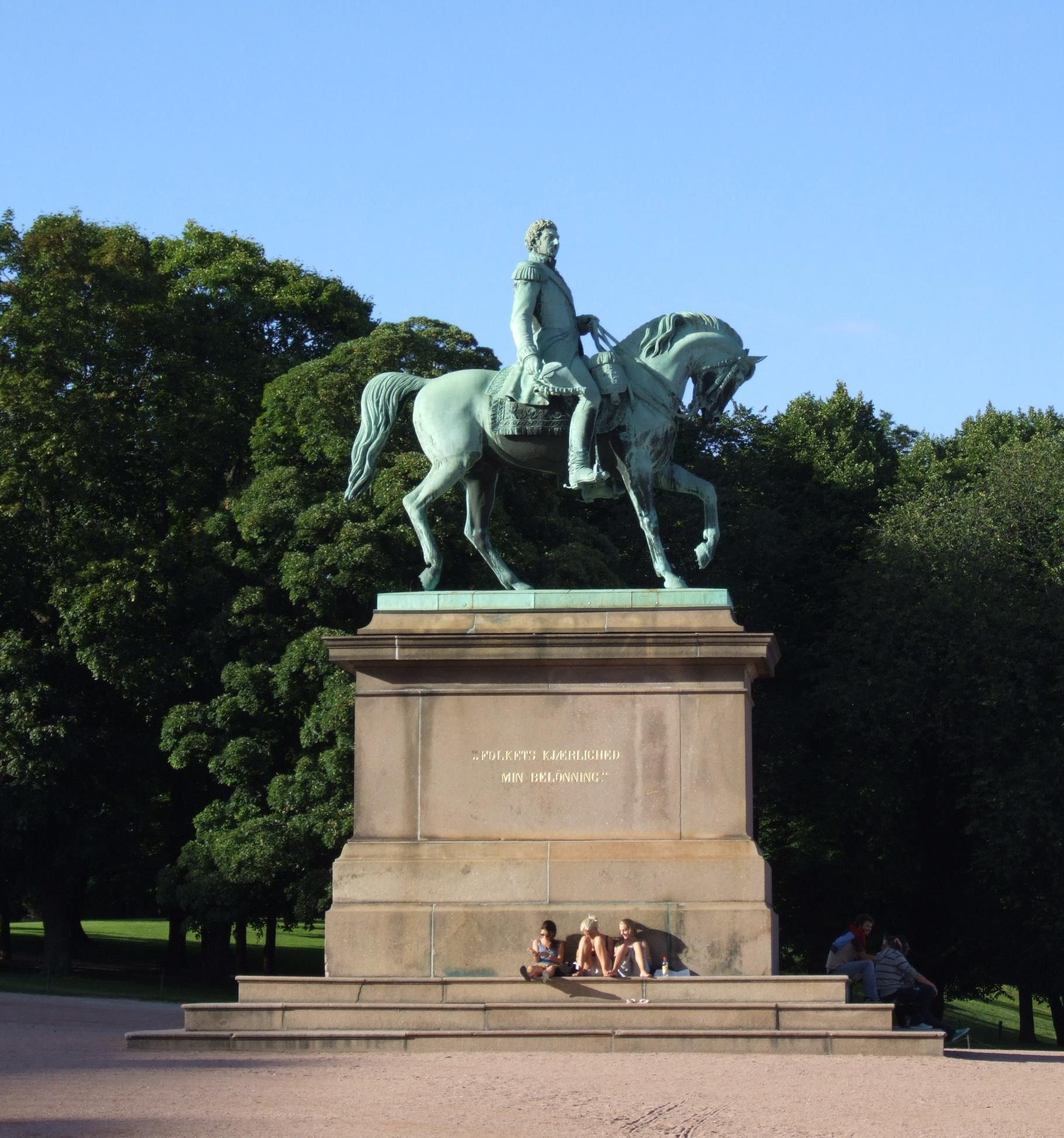
Statyn sedd från sydväst.
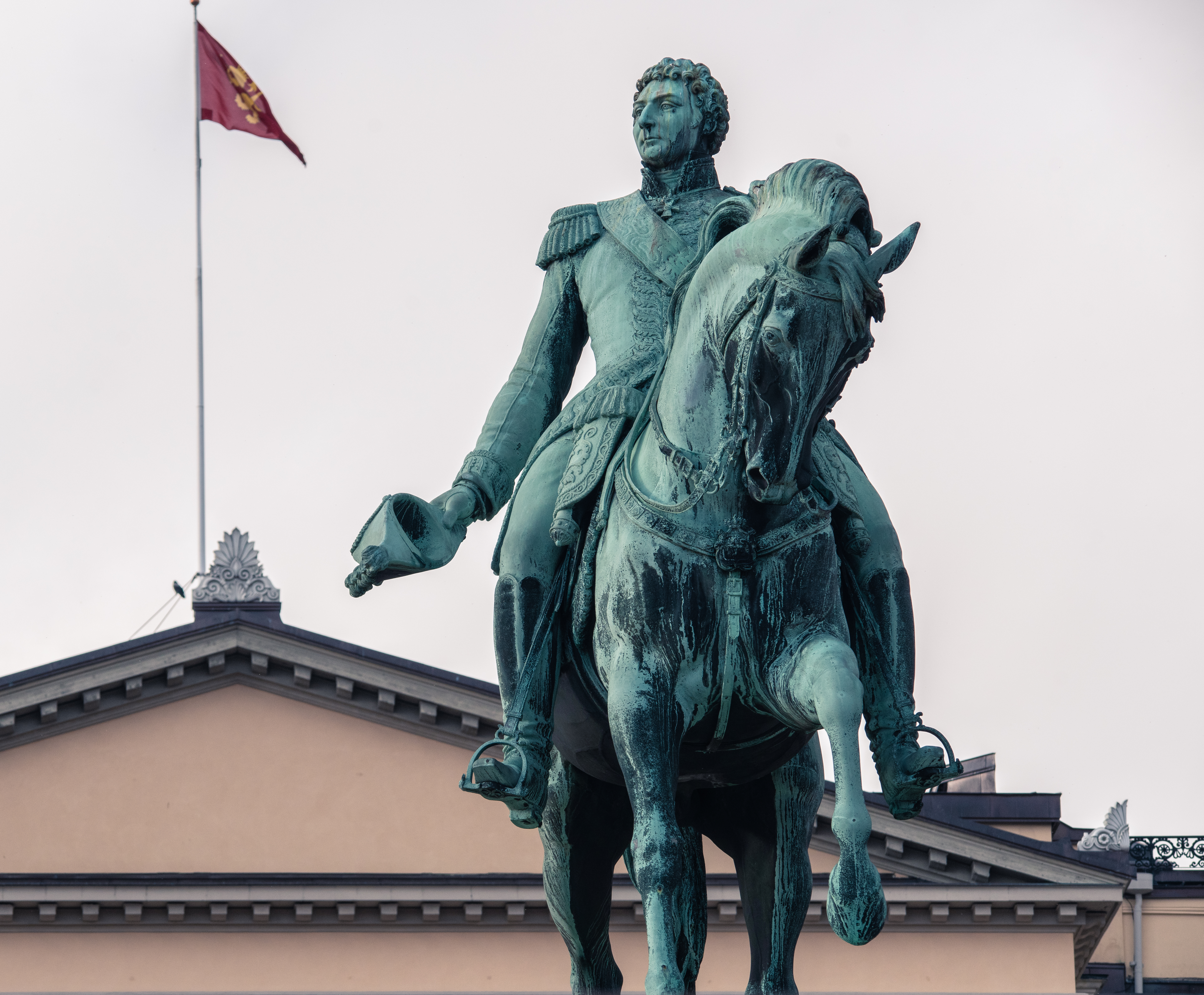
Karl XIV Johan med bicorne i höger hand.
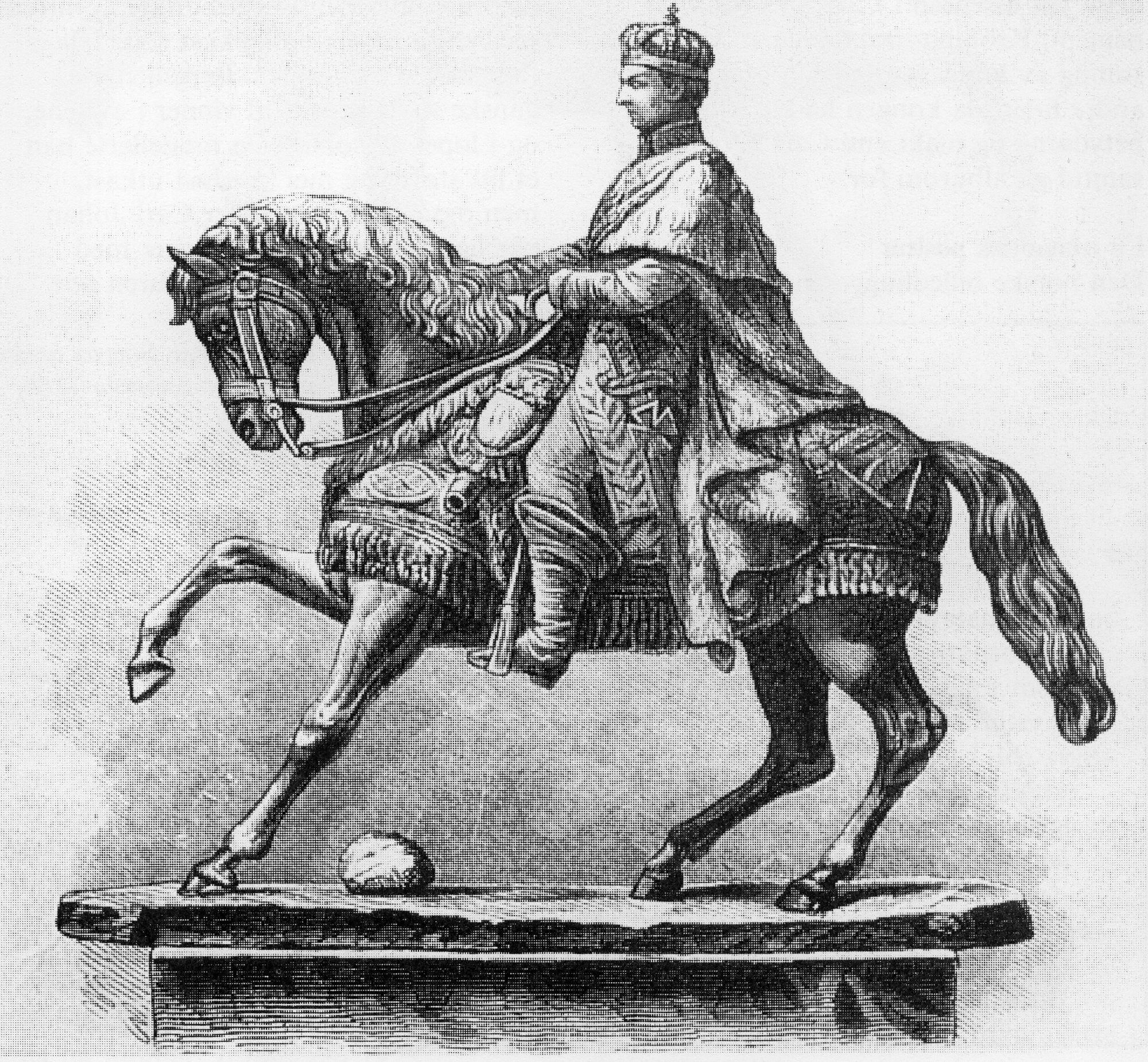
Johan Peter Molins utkast till en Karl XIV Johan-staty, 1867-1868.
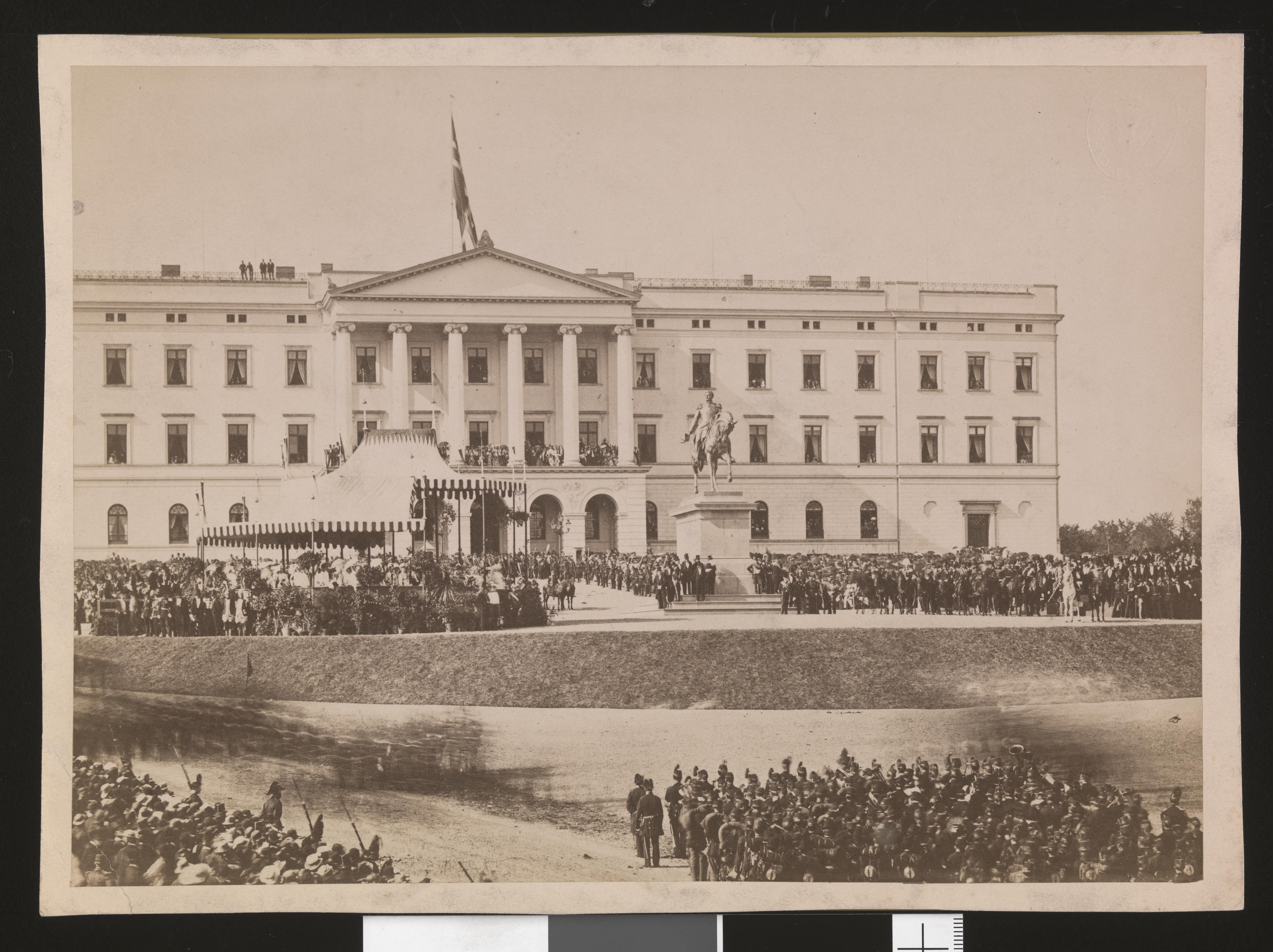
Invigning av ryttarstatyn den 7 september 1875.